# Таврическая губерния

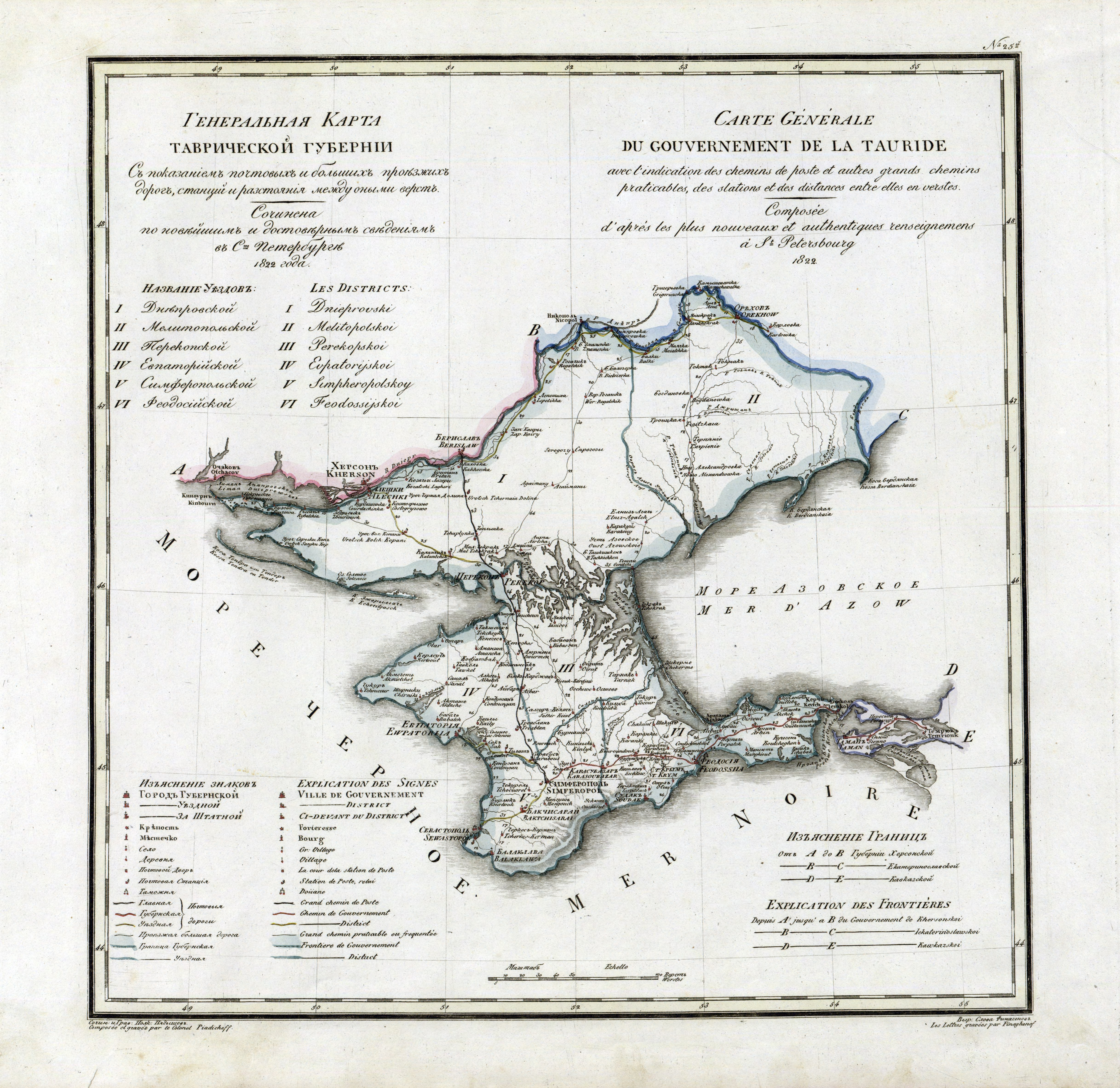
Карта Таврической губернии 1821 года

Таври́ческая губе́рния — административно-территориальная единица Российской империи, Российской республики и РСФСР. Губерния существовала с 8 (20) октября 1802 года по 21 марта 1918 года. Во время Гражданской войны Таврическая губерния дважды восстанавливалась деятелями Белого движения, таким образом существуя в рамках их административного управления во второй половине 1919 года и летом—осенью 1920 года. Губернский город — Симферополь.

## Название
Изначально Тавридой (Таврикой, страной тавров) эллины называли южный берег Крыма, а в период раннего Средневековья (примерно до XV века) это название использовалось для всего Крымского полуострова.

## Общее описание
Таврическая губерния — самая южная из губерний европейской части Российской империи, находилась между 47°43' и 44°22' с. ш. и 49°8' и 54°32' в. д. [не от Гринвича, то есть современные значения долготы другие, поскольку отчитываются от Гринвича]. Три уезда губернии — Бердянский, Мелитопольский и Днепровский — были на полуострове Северная Таврия, вне Крымского полуострова, а остальные пять — на Крымском полуострове. От Екатеринославской и Херсонской губерний Таврическая губерния (находилась в географических границах полуострова Таврия (или Таврический полуостров), который состоял из двух крупных полуостровов, — Северная Таврия и Крым) отделялась реками Бердой, Малой Токмачкой, Конкой и Днепром; далее граница шла лиманом, а затем остальная часть её — морская.
Наибольшая ширина губернии — от города Бердянска до форштадта Кинбурна — около 400 вёрст, а наибольшая длина — от города Орехова до мыса Ай-Тодора на южном берегу Крыма — 360 вёрст. По исчислению И. А. Стрельбицкого, площадь губернии и её уездов занимает:
| Уезд            | Без внутр. вод (квадратных вёрст) | Под внутр. водами (квадратных вёрст) | Итого    |
| --------------- | --------------------------------- | ------------------------------------ | -------- |
| Бердянский      | 7 798,9                           | —                                    | 7 798,9  |
| Мелитопольский  | 11 729,4                          | 124,1                                | 11 853,5 |
| Днепровский     | 11 218,1                          | 2 369,1                              | 13 587,2 |
| Перекопский     | 5 111,9                           | 124,2                                | 5 236,1  |
| Евпаторийский   | 4 901,0                           | 148,5                                | 5 049,5  |
| Симферопольский | 4 473,9                           | —                                    | 4 473,9  |
| Феодосийский    | 6 152,9                           | —                                    | 6 152,9  |
| Ялтинский       | 1 558,6                           | —                                    | 1 558,6  |
| Итого           | 53 079,5                          | 2 765,9                              | 55 845,4 |

Поверхность Таврической губернии состоит из двух разнохарактерных частей: от северных пределов губернии до южной четверти полуострова тянется обширная равнина, юг Крыма покрыт горами, цепь которых тянется от города Феодосии. Границу между равниной и горной частью можно приблизительно провести от города Севастополя к городу Симферополю и оттуда по почтовой дороге до города Феодосии. К северу от этой линии хотя и попадаются возвышенности, но гор нет. Горное пространство, таким образом, занимает весь Ялтинский уезд и южные части Симферопольского и Феодосийского уездов; площадь этой части составляла примерно 1/12 часть всей поверхности губернии.
Равнинная часть губернии делится Перекопским перешейком на две неравные части, из которых северная, на материке, имеет наклон к югу и юго-западу, а южная, Крымская, преимущественно к северо-востоку и лишь местами к северо-западу. Главная гряда Таврических гор, начинаясь близ города Балаклавы, сначала идёт своим наиболее возвышенным краем вдоль морского берега, но чем далее на восток, тем более отступает от него. Между Георгиевским м-рем и г. Балаклавой, так же как и у мыса Айя, морской берег представляет совершенно неприступные скалы, край которых образует самую высокую часть местности (2000—2500 фт.). Вёрст на 10 далее, против Байдарских ворот, край высот отступает от морского берега версты на 2; ещё далее — на 4, у Мисхора, в Ялте, Гурзуфе и дальше к Алуште — около 6 вёрст. Все это пространство составляет то, что зовётся южным берегом Крыма. Далее, на восток от Алушты, береговая полоса расширяется до 7-8 вёрст, но она имеет уже меньшее значение, так как климат, орошение и растительность тут много уступает южнобережной. За деревней Туак главная горная гряда разбивается на множество отдельных скал и холмов, которые тесною беспорядочною группою тянутся прямо на восток и оканчиваются на берегу моря между мысом Меганомом и Феодосией — Коктебельскими высотами. На большей части своего протяжения главная гряда имеет вершинную площадь — «Яйлу» в тесном смысле этого слова («Яйла», или «джайлау», значит летнее пастбище («кишлау» — зимнее пастбище), но в более широком смысле слова Яйла стало собственным именем Крымских гор.). Это каменистая пустыня со скалистыми буграми и воронкообразными промоинами, лишённая всякой древесной растительности; скалистая почва едва покрыта тонким слоем дёрна. Те пункты главного хребта, где Яйла прерывается — что обыкновенно обусловлено размывом в верховьях двух смежных речек, южных и северных склонов — служат горными проходами, богазами (по-татарски). Таковы богазы: Ай-Васильский, близ Ялты; Дегерменкойский, против горы Аю-Даг, Кебит-богаз, с юго-западной стороны Четырдага, и Ангарский — с восточной.

## Геологическое строение
Главную горную породу Таврической горной цепи представляет темноцветный глинистый сланец, в котором легко осыпающиеся тонколистовые прослойки, почти чисто глинистые, перемежаются с более крепкими, снаружи буроватыми пластами от дюйма до нескольких футов в толщину; эти пласты более песчаны, иногда кремнисты или известковаты и весьма изменчивы по мощности. Вся толща прорезана множеством белых и жёлтых жил известкового и тяжёлого шпатов и кварца, содержит в изобилии серный колчедан и скипки железной окиси. Всюду в обрывах сланец представляет чрезвычайно сложные изгибы, в которых слои быстро переходят из горизонтального положения в вертикальное и опрокинутое; однако в целом господствующая слоистость наклонена от моря к горам, то есть в большинстве случаев на С. З. Эта сланцевая толща между Балаклавой и Судаком образует по крайней мере 2/3 и даже 3/4 берегового склона гор, считая от уровня моря. Местами в верхней части хребта сильно развиты песчаники и крупные конгломераты, а местами непосредственно на сланце лежит мраморовидный известняк Яйлы, образующий красные скалы. Известняк Яйлы и тесно связанные с ним конгломераты и песчаники суть главные собиратели выпадающей из атмосферы воды, орошающей всю горную область Крыма; из них вытекают все значительные реки полуострова: Чёрная, Бельбек, Кача, Алма, Салгир, Карасу, Индол и огромное большинство мелких речек и ручейков сев. и южн. склонов главного хребта. Упомянутые выше сланцы, конгломераты и известняки принадлежат к юрской системе. Почти параллельно главному хребту идёт вторая горная гряда, состоящая из меловых образований. Гребень этой гряды идёт приблизительно от Инкермана через Мангуп-Кале, Мангуш, Симферополь и Карасу-базар до окрестностей Феодосии. Высота её 1600—1900 фт. над ур. моря. Продольная долина, отделяющая эту меловую гряду от главной (юрской), очень широка, но неправильна. Вторая горная гряда состоит из нуммуитового известняка. Третья горная гряда (500—800 фт.) состоит из среднетретичных пород — это преимущественно известняк, нередко песчаный и мергелистый. Эта гряда существует лишь в западной половине полуострова. Она теряется в нескольких верстах к востоку от Симферополя. В западной половине полуострова можно указать ещё одну гряду, четвёртую, но протяжение её очень ограничено, и перед ней нет постоянной продольной долины, которая явственно отделяла бы её от предыдущей гряды. Она состоит из новейших третичных и послетретичных пород. Во всех этих грядах наклон пластов в одну сторону, на С. З. Он тем менее крут, чем дальше отстоит гряда от главной; следовательно, это все одна складка, в которой последовательные гряды представляют лишь обрезы составляющих её пластов. Продолжающийся далее в том же направлении наклон пластов доводит между Сакками и Евпаторией самые верхние пласты приблизительно до уровня моря. Севернее этого города господствует лёгкий обратный наклон пластов на Ю., то есть пласты поднимаются. Верстах в 30 к С. от Евпатории, около середины Тарханкутского полуо-ва, на высоте около 50 саж. над ур. моря, наблюдается тот же среднетретичный известняк, который близ Симферополя лежит выше 100 саж. над ур. моря, тогда как между Сакками и Евпаторией — ниже ур. моря. В уу. Днепровском и Мелитопольском эти пласты ещё раз восходят, достигая приблизительно той же высоты, какую они занимали близ Симферополя. Указанное строение почвы влияет на распределение надземных и подводных вод. Во всех продольных долинах южный береговой склон их гораздо богаче водою, чем противоположный. Чем дальше от гор, тем глубже опускаются под поверхность страны водосодержащие слои и, следовательно, тем глубже должны быть колодцы, добывающие воду из одного и того же пласта. Однако, с каждой новой горной грядой сверху налегают новые водосодержащие пласты, легче достижимые с поверхности, тогда как нижние водоносные слои, заключённые снизу и сверху между непроницаемыми породами, получают характер артезианских. Фактическим подтверждением этого служат артезианские колодцы Евпатории (1833), Мелитополя (1887) и ряд новых колодцев Перекопского, Днепровского и других уездов. Артезианское бурение в Айбаре, стоившее больших денег, было бесполезно потому, что пункт этот, как выяснилось впоследствии, приходился в антиклинальной области.

## Почвы
Почва материковых уездов от восточной границы примерно до линии Перекоп — Алёшки чернозёмная; толщина пласта больше в восточной части материковых уездов. В западной половине Днепровского уезда, наряду с чернозёмом, встречаются большие площади сыпучих песков. Они начинаются от местечка Каховки и тянутся с перерывами вниз по течению Днепра и лимана до Кинбурнской косы; площадь их не менее 150 тысяч десятин. Разносимые ветром, пески эти заносят нередко культурные земли и образуют на берегах Днепра особые дюны — кучугуры. Министерство земледелия предпринимает здесь лесокультурные работы к укреплению сыпучих песков, а уездное земство предприняло удачные опыты разведения виноградников на песчаной почве. Южная часть (Присивашная) Днепровского и Мелитопольского уездов, а также северная — Перекопского и Евпаторийских уездов покрыты глинисто-солонцеватой почвой, залегающей либо в виде сплошных покровов, либо в виде островков среди чернозёмной степи. Примерно между станциями Дюрмень и Ишунь Перекопского уезда проходит северная граница чернозёма Крымского полуострова.

## Реки
Рек в Таврической губернии мало, и притом большинство из них принадлежит к горным, пересыхающим летом. Все они принадлежат к двум бассейнам: Черноморскому и Азовскому.
- Реки Черноморского бассейна: Днепр, Булганак, Алма, Кача, Бельбек, Чёрная речка, Чургунь.
- Реки Азовского бассейна: Берда, Молочная и Салгир с Биюк-Карасу и другими притоками.

## Климат
Климат южной части губернии может быть охарактеризован следующими цифровыми данными:
| Месяц         | Температура | Температура | Температура | Осадки в мм | Осадки в мм | Осадки в мм |
| Месяц         | Симферополь | Севастополь | Ялта        | Симферополь | Севастополь | Ялта        |
| ------------- | ----------- | ----------- | ----------- | ----------- | ----------- | ----------- |
| Январь        | −0,8        | 1,8         | 3,5         | 29          | 28          | 46          |
| Февраль       | −0,1        | 2,3         | 3,5         | 25          | 24          | 42          |
| Март          | 3,9         | 5,4         | 6,5         | 33          | 27          | 41          |
| Апрель        | 9,1         | 9,9         | 10,7        | 35          | 29          | 32          |
| Май           | 14,7        | 15,7        | 16,3        | 35          | 21          | 28          |
| Июнь          | 18,4        | 20,4        | 20,7        | 58          | 27          | 38          |
| Июль          | 20,8        | 23,1        | 24,2        | 52          | 33          | 34          |
| Август        | 20,7        | 22,7        | 24,2        | 34          | 29          | 24          |
| Сентябрь      | 16,1        | 18,5        | 19,5        | 38          | 38          | 35          |
| Октябрь       | 11,0        | 13,6        | 14,6        | 28          | 37          | 43          |
| Ноябрь        | 6,2         | 8,6         | 10,0        | 33          | 43          | 66          |
| Декабрь       | 1,2         | 4,1         | 6,7         | 42          | 48          | 77          |
| Среднегодовая | 10,1        | 12,2        | 13,4        | 443         | 386         | 508         |

На севере, в материковые уездах и даже на востоке Крыма, гораздо холоднее зимою, чем в западных вышеуказанных местах. Средняя температура:
|                           | Января | Апреля | Июля | Сентября | Года |
| ------------------------- | ------ | ------ | ---- | -------- | ---- |
| Тарханкутский маяк        | 0      | 8,9    | 22,6 | 18,4     | 11,3 |
| Керчь                     | −1,8   | 9,3    | 23,8 | 18,5     | 11,3 |
| Орлов (Мелитопольский у.) | −5,4   | 8,6    | 23,1 | 16,4     | 9,1  |

Осадков особенно мало в сев. части Крыма (уу. Евпаторийский и Перекопский) и в Днепровском уезду — местами всего около 200 мм в год, в Мелитопольском и особенно Бердянском у. их более 300—400 мм; на материке и в сев. части Крыма всего дождливее июнь, затем июль и май, конец лета и начало осени сухи. На Яйле и на сев. склоны её, вероятно, выпадает гораздо более осадков, чем в долинах и на берегу моря, но наблюдений нет.

## Административное деление

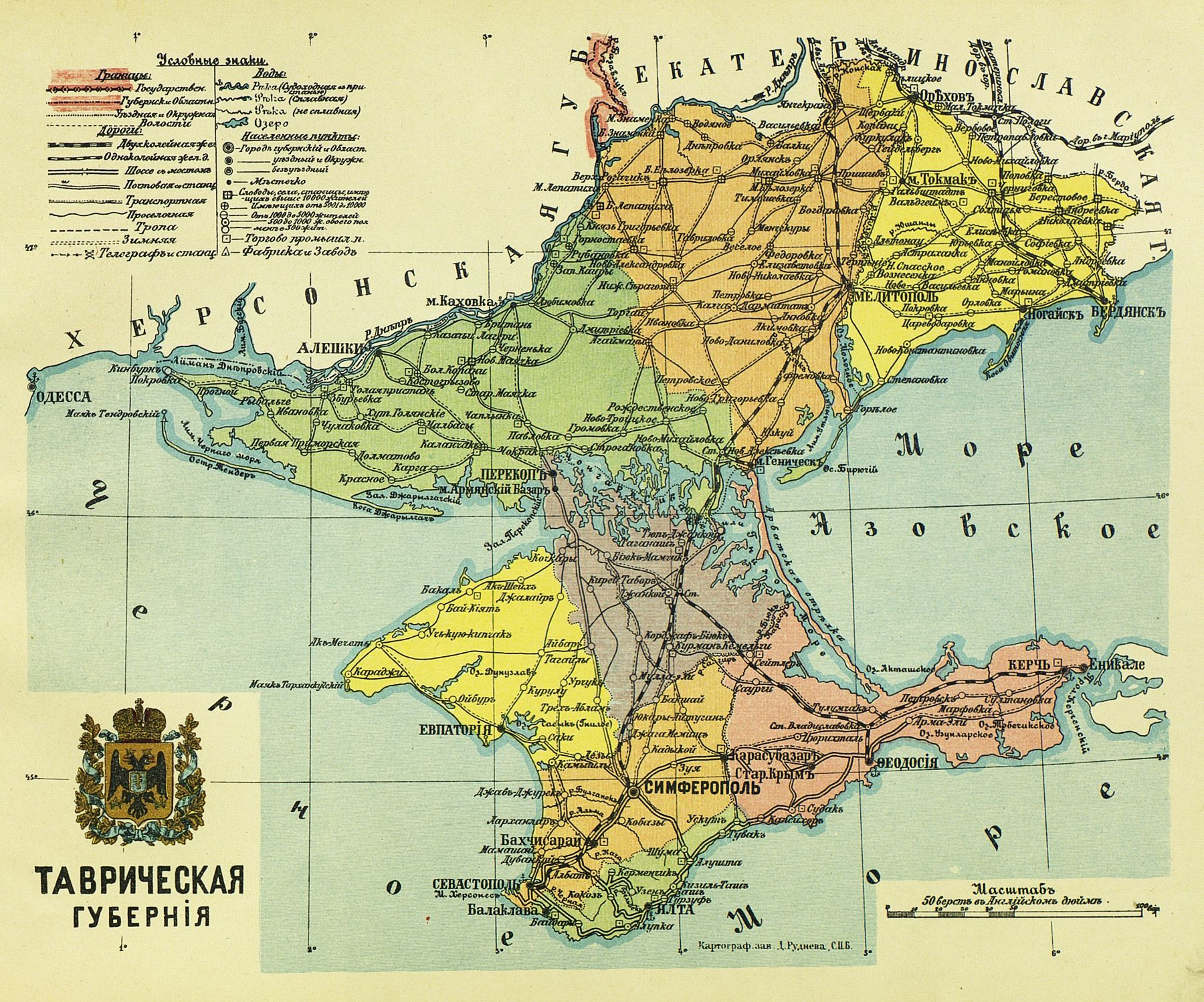
Карта административного деления Таврической губернии

Образованная с 1802 года губерния делилась на 7 уездов:
- Днепровский,
- Евпаторийский,
- Мелитопольский,
- Перекопский,
- Симферопольский,
- Тмутараканский,
- Феодосийский.

В 1820 году Тмутараканский уезд отошёл к области Войска Черноморского.
В 1838 году образован Ялтинский уезд, а в 1843 — Бердянский.

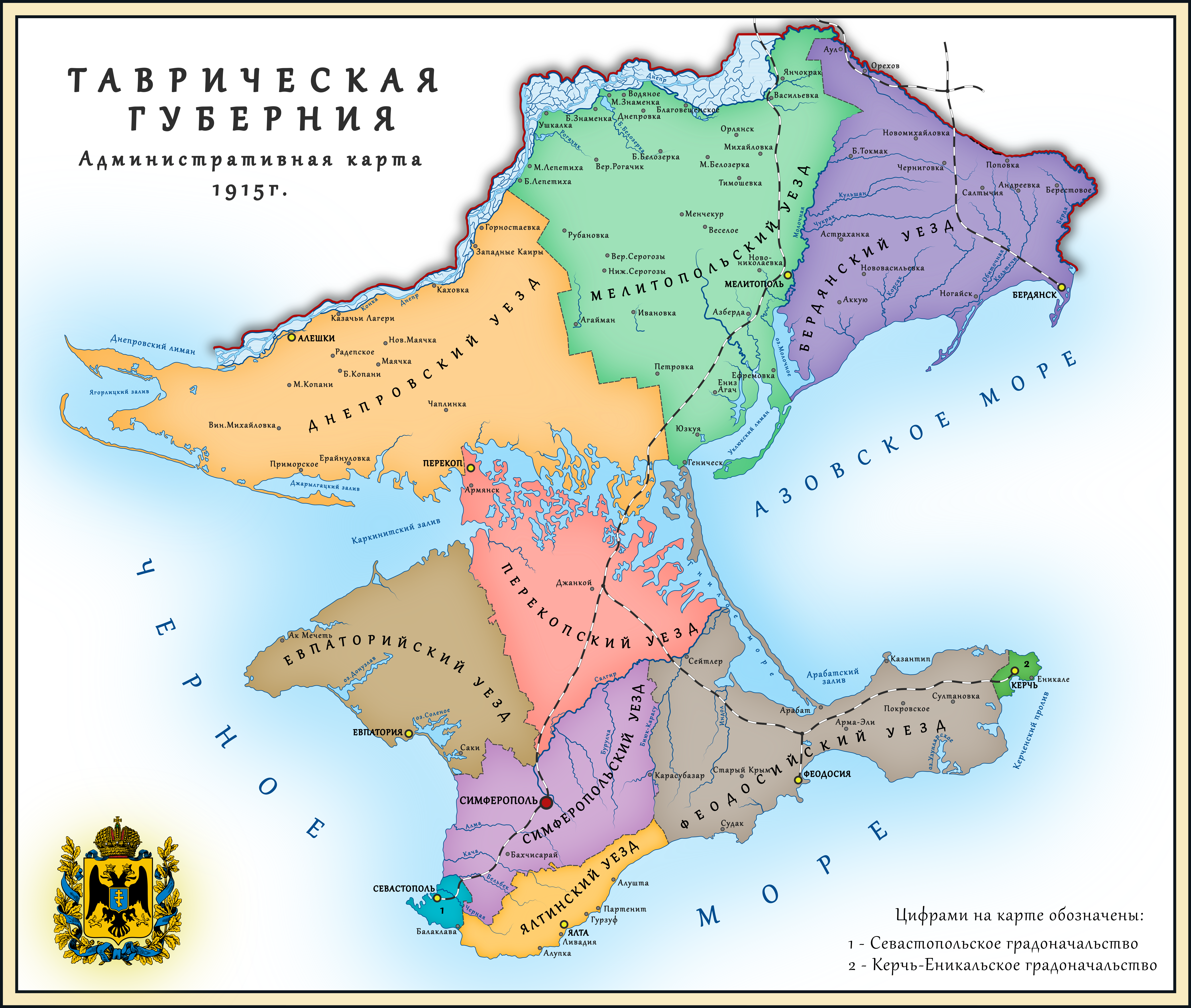
Таврическая губерния. Административная карта. 1915 год.

Волости Таврической губернии

В начале XX века губерния разделялась на 8 уездов и 2 градоначальства:
| №  | Уезд                               | Уездный город             | Герб уездного города | Площадь, вёрст² | Население (1897), чел. |
| -- | ---------------------------------- | ------------------------- | -------------------- | --------------- | ---------------------- |
| 1  | Бердянский                         | Бердянск (26 496 чел.)    |                      | 7 702,0         | 304 718                |
| 2  | Днепровский                        | Алёшки (8 999 чел.)       |                      | 11 470,5        | 212 241                |
| 3  | Евпаторийский                      | Евпатория (17 913 чел.)   |                      | 5 040,2         | 63 211                 |
| 4  | Мелитопольский                     | Мелитополь (15 489 чел.)  |                      | 11 639,7        | 384 239                |
| 5  | Перекопский                        | Перекоп (5 279 чел.)      |                      | 5 111,9         | 51 393                 |
| 6  | Симферопольский                    | Симферополь (49 078 чел.) |                      | 4 153,9         | 141 717                |
| 7  | Феодосийский                       | Феодосия (24 096 чел.)    |                      | 6 060,3         | 115 858                |
| 8  | Ялтинский                          | Ялта (13 155 чел.)        |                      | 1 465,0         | 73 260                 |
| 9  | Керчь-Еникалийское градоначальство | Керчь (33 347 чел.)       |                      | 143,9           | 43 698                 |
| 10 | Севастопольское градоначальство    | Севастополь (53 595 чел.) |                      | 266,4           | 57 455                 |

### Заштатные города
| № | Уезд                 | Заштатный город | Герб города |
| - | -------------------- | --------------- | ----------- |
| 1 | Симферопольский уезд | Балаклава       |             |
| 2 | Симферопольский уезд | Бахчисарай      |             |
| 3 | Симферопольский уезд | Карасубазар     |             |
| 4 | Бердянский уезд      | Орехов          |             |
| 5 | Феодосийский уезд    | Старый Крым     |             |

## Руководство губернии

### Губернаторы

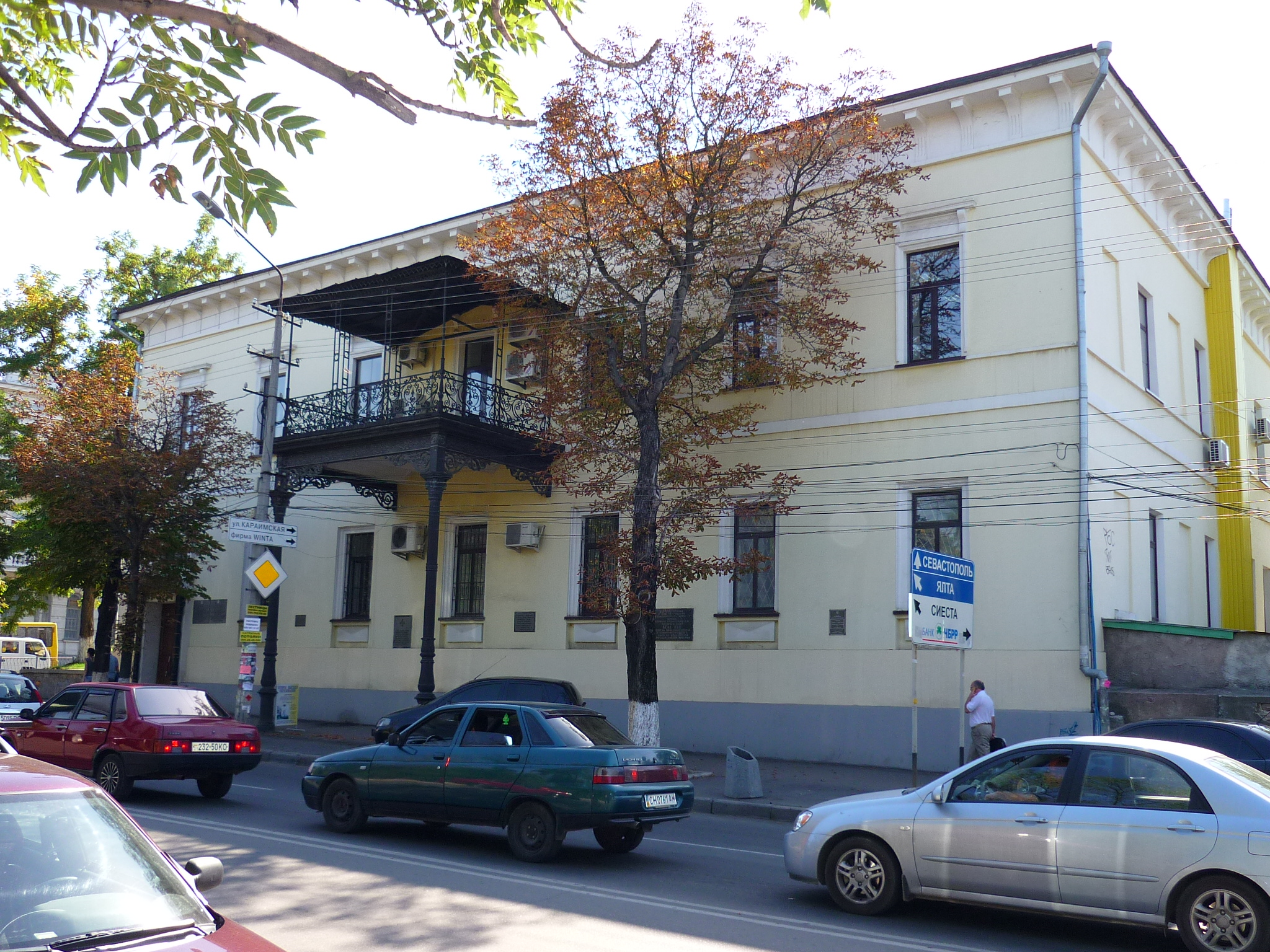
Дом губернатора Таврической губернии в Симферополе

| Ф. И. О.                        | Титул, чин, звание                                      | Время замещения должности |
| ------------------------------- | ------------------------------------------------------- | ------------------------- |
| Милорадович Григорий Петрович   | тайный советник                                         | 13.12.1802—02.08.1803     |
| Мертваго Дмитрий Борисович      | действительный статский советник                        | 26.12.1803—28.10.1807     |
| Бороздин Андрей Михайлович      | генерал-лейтенант                                       | 02.11.1807—20.07.1816     |
| Лавинский Александр Степанович  | действительный статский советник                        | 20.07.1816—28.12.1819     |
| Баранов Александр Николаевич    | действительный статский советник                        | 28.12.1819—19.04.1821     |
| Перовский Николай Иванович      | действительный статский советник                        | 25.02.1822—16.10.1823     |
| Нарышкин Дмитрий Васильевич     | действительный статский советник                        | 16.10.1823—11.04.1829     |
| Казначеев Александр Иванович    | тайный советник                                         | 17.04.1829—13.02.1837     |
| Муромцов Матвей Матвеевич       | действительный статский советник                        | 22.02.1837—19.01.1843     |
| Рославец Виктор Яковлевич       | действительный статский советник                        | 19.01.1843—22.01.1845     |
| Пестель Владимир Иванович       | генерал-майор (генерал-лейтенант)                       | 22.01.1845—11.11.1854     |
| Адлерберг Николай Владимирович  | граф, Свита Его Величества, генерал-майор               | 11.11.1854—25.05.1856     |
| Жуковский Григорий Васильевич   | генерал-лейтенант                                       | 10.07.1856—19.01.1871     |
| Рейтерн Александр Гергардович   | Свита Его Величества, генерал-майор                     | 19.01.1871—25.06.1873     |
| Кавелин Александр Александрович | Свита Его Величества, генерал-майор (генерал-лейтенант) | 21.07.1873—22.11.1881     |
| Всеволожский Андрей Никитич     | в звании камергера, действительный статский советник    | 22.11.1881—30.12.1889     |
| Лазарев Пётр Михайлович         | шталмейстер                                             | 30.12.1889—19.12.1901     |
| Трепов Владимир Фёдорович       | в звании камергера, действительный статский советник    | 01.02.1902—18.04.1905     |
| Волков Евгений Николаевич       | генерал-майор                                           | 18.04.1905-03.01.1906     |
| Новицкий Василий Васильевич     | коллежский советник                                     | 03.01.1906—02.05.1911     |
| Апраксин Пётр Николаевич        | граф, церемониймейстер                                  | 02.05.1911—14.04.1913     |
| Лавриновский Николай Николаевич | статский советник                                       | 13.05.1913—14.11.1914     |
| Княжевич Николай Антонинович    | генерал-майор                                           | 14.11.1914—1917           |
| Правительство Юга России, ВСЮР  |                                                         |                           |
| Татищев Никита Алексеевич       | статский советник                                       | мая 1919 по март 1920     |
| Ладыженский                     |                                                         | март 1920 по ноябрь 1920  |

### Губернские предводители дворянства
| Ф. И. О.                                 | Титул, чин, звание                                                                            | Время замещения должности |
| ---------------------------------------- | --------------------------------------------------------------------------------------------- | ------------------------- |
| Ширинский Мехмет-Шах Бей                 | действительный статский советник                                                              | 1796                      |
| Нотара Евстафий Иванович                 | статский советник                                                                             | 27.06.1804—01.11.1809     |
| Петров Алексей Яковлевич                 | подпоручик                                                                                    | 10.01.1810—01.11.1811     |
| Таранов-Белозёров Александр Степанович   | подполковник                                                                                  | 11.11.1811—05.10.1817     |
| Филатьев Александр Мартынович            | действительный статский советник                                                              | 28.11.1817—17.12.1826     |
| Нотара Степан Евстафьевич                | капитан                                                                                       | 12.01.1827—15.12.1832     |
| Башмаков Дмитрий Евлампиевич             | в звании камергера, действительный статский советник                                          | 15.12.1832—03.01.1835     |
| Взмётнев Пётр Алексеевич                 | действительный статский советник                                                              | 14.03.1835—11.11.1841     |
| Яковлев Захар Макарович                  | полковник                                                                                     | 10.03.1842—10.01.1843     |
| Мочульский Фёдор Степанович              | генерал-майор, и. д. (Симферопольский уездный предводитель дворянства)                        | 10.01.1843—31.10.1844     |
| Казначеев Александр Иванович             | тайный советник                                                                               | 03.02.1845—02.03.1849     |
| Олив Вильгельм Николаевич                | ротмистр                                                                                      | 02.03.1849—07.11.1853     |
| Овсяннико-Куликовский Николай Николаевич | статский советник                                                                             | 03.01.1854—09.12.1860     |
| Взмётнев Пётр Алексеевич                 | действительный статский советник                                                              | 09.12.1860—26.02.1864     |
| Овсяннико-Куликовский Николай Николаевич | тайный советник                                                                               | 22.04.1864—01.01.1875     |
| Ревелиоти Аристид Феодосьевич            | ротмистр                                                                                      | 28.10.1875—12.07.1880     |
| Попов Василий Павлович                   | полковник                                                                                     | 01.12.1881—23.10.1887     |
| Олив Вивиан Вильямович                   | в звании камергера, действительный статский советник                                          | 12.11.1887—03.04.1896     |
| Скадовский Сергей Балтазарович           | коллежский секретарь                                                                          | 30.01.1897—01.01.1906     |
| Нестроев Алексей Алексеевич              | действительный статский советник                                                              | 14.02.1906—3.06.1916      |
| Булгаков Саид Бей                        | Исполняющий обязанности губернского предводителя дворянства, действительный статский советник | 1917                      |

### Вице-губернаторы
| Ф. И. О.                               | Титул, чин, звание                                     | Время замещения должности |
| -------------------------------------- | ------------------------------------------------------ | ------------------------- |
| Шостак Андрей Ильич                    | действительный статский советник                       | 31.12.1802—23.10.1816     |
| Зальдфельт Егор Фёдорович              | коллежский советник                                    | 23.10.1816—20.02.1817     |
| Перовский Николай Иванович             | статский советник                                      | 28.05.1817—25.05.1820     |
| Курута Иван Эммануилович               | коллежский советник                                    | 01.07.1821—13.03.1825     |
| Крузе Мартин Леонтьевич                | статский советник                                      | 13.03.1825—21.05.1826     |
| Лонгинов Никифор Михайлович            | коллежский советник                                    | 21.05.1826—17.06.1832     |
| Княжевич Владислав Максимович          | статский советник                                      | 17.06.1832—30.06.1838     |
| Бер Вильгельм Михайлович               | коллежский советник                                    | 30.06.1838—16.03.1845     |
| Браилко Иван Яковлевич                 | действительный статский советник                       | 16.03.1845—16.07.1859     |
| Перовский Лев Николаевич               | статский советник                                      | 02.08.1859—09.12.1860     |
| Петровский Василий Иванович            | действительный статский советник                       | 09.12.1860—02.06.1862     |
| Солнцев Адриан Александрович           | действительный статский советник                       | 02.06.1862—16.03.1873     |
| Лаппо-Данилевский Сергей Александрович | статский советник (действительный статский советник)   | 16.03.1873—08.10.1879     |
| Булюбаш Александр Петрович             | коллежский советник (действительный статский советник) | 30.11.1879—03.05.1888     |
| Норд Лев Егорович                      | генерал-майор                                          | 12.09.1888—10.03.1889     |
| Истинский Николай Дмитриевич           | действительный статский советник                       | 16.03.1889—16.12.1902     |
| Муравьёв Николай Леонидович            | граф, действительный статский советник                 | 16.12.1902—22.09.1907     |
| Масальский-Кошуро Павел Николаевич     | действительный статский советник                       | 22.09.1907—22.12.1912     |
| Дьяченко Сергей Сергеевич              | статский советник                                      | 22.12.1912—1915           |
| Горчаков Сергей Васильевич             | князь, коллежский советник                             | 1915—1917                 |
| Карпов                                 |                                                        | 1919—1920                 |

## История

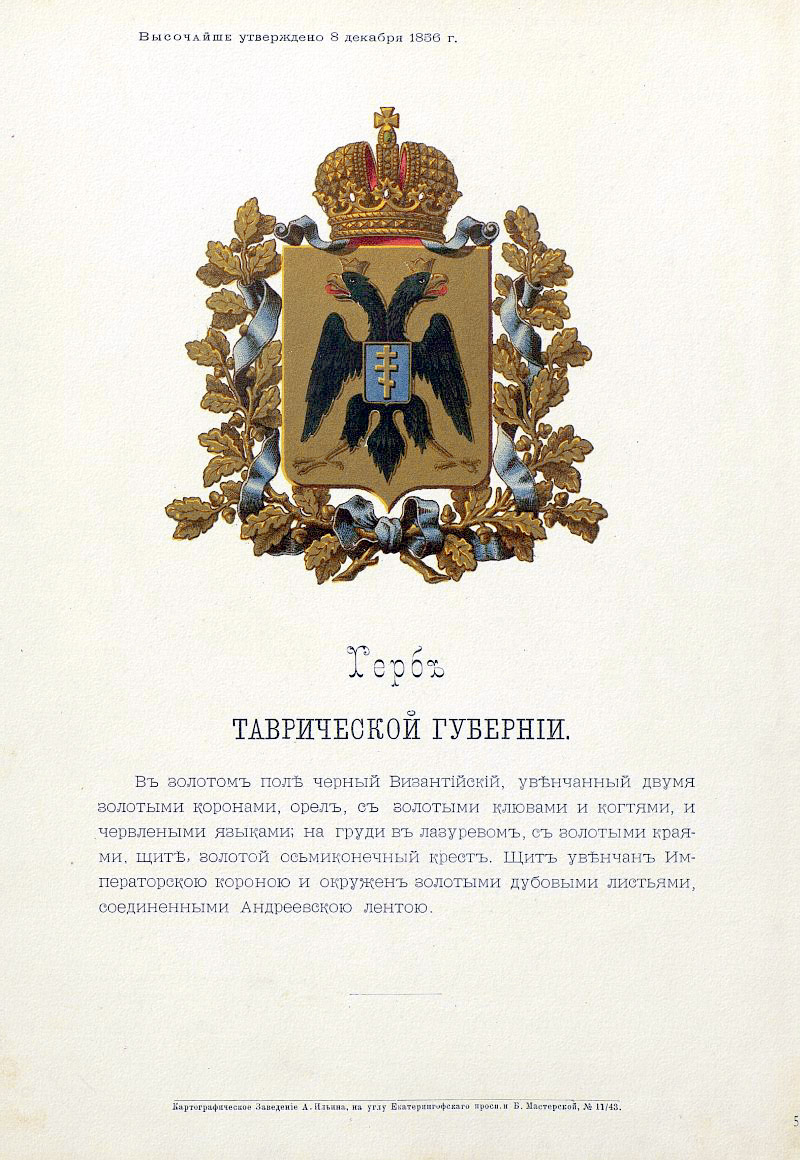
Герб губернии c оф.описанием, утверждённый Александром II (1856)

### Создание губернии
Губерния возникла в 1802 году в результате кампании Александра I по отмене территориальной реформы своего отца, Павла I. Придя к власти, Александр вернул значительную часть прежних (екатерининских) административных единиц, но уже не как наместничеств и областей, а в статусе губерний. В результате образованная в 1796 году из Екатеринославского и Вознесенского наместничеств и Таврической области Новороссийская губерния была вновь разделена на три части. Южная часть — бывшая Таврическая область, а также частично подчинённая Новороссийскому губернатору Земля войска Черноморского — стали Таврической губернией. В состав Таврической губернии вошли Днепровский, Евпаторийский, Перекопский, Симферопольский, Феодосийский уезды, большая часть Мариупольского уезда Новороссийской губернии, а также бывший Фанагорийский уезд Таврической области и Земля войска Черноморского, которые вместе образовали Тмутараканский уезд. Последний исключён из состава Таврической губернии в 1820 году. 

#### Таврическое губернское земство
В сентябре 1866 года земские самоуправления были избраны и начали работу в 7 уездах Таврической губернии.
15 октября 1866 г. было торжественно открыто первое Таврическое губернское земское собрание, на которое прибыло 19 гласных из 25 избранных. В него были избраны на три года (1866—1868) представители 8 уездов губернии. Гласные земств работали безвозмездно. Первое заседание открыл генерал-губернатор Новороссии и Бессарабии П. Е. Коцебу. Первым председателем Таврического губернского земского собрания был избран губернский предводитель дворянства Н. Н. Овсяннико-Куликовский. Председателем губернской земской управы был избран Моисей Михайлович Иваненко.
Доходы Таврического губернского земства составляли средства, взимаемые из губернского сбора, который состоял из обложения земли и лесов, промышленных предприятий (заводов, мельниц, складов, трактиров и т. д.). Половину земского бюджета составлял налог с земли и лесов.
Видными деятелями Таврического земства были председатели губернской управы Владимир Карлович Винберг (1872—1881) и Александр Христианович Стевен (1882—1894).

### После 1917 года
Революция 1917 года послужила началом процесса распада Таврической губернии. По временной инструкции Временного правительства Генеральному секретариату Центральной рады от 4 (17) августа 1917 года:
Полномочия Генерального секретариата распространяются на губернии Киевскую, Волынскую, Подольскую, Полтавскую и Черниговскую, за исключением Мглинского, Суражского, Стародубского и Новозыбковского уездов.

Формирование границ УССР. Красным цветом обозначена граница автономной Украины по инструкции 17.08.1917 г.

Таким образом, границы планируемой автономной Украины никак не затрагивали Таврическую губернию. Однако, воспользовавшись революционной ситуацией, через две недели после Октябрьского переворота в Петрограде Центральная рада принимает III универсал, провозгласивший Украинскую Народную Республику:
Территории Народной Украинской Республики принадлежат земли, заселенные в большинстве украинцами: Киевщина, Подолия, Волынь, Черниговщина, Харьковщина, Полтавщина, Екатеринославщина, Херсонщина, Таврия (без Крыма).
В качестве обоснования своих претензий Центральная рада использовала зону расселения малороссийского этноса (народности), выделенного на основе этнолингвистического критерия классификации населения, использовавшегося при составлении этнографических карт и переписи населения. Этнические украинцы (малороссы) действительно составляли большинство населения Северной Таврии (свыше 60 % всего населения).
В ноябре 1917 года на территории Крымского полуострова была провозглашена Крымская Демократическая Республика (Крымская Народная Республика) — национальное государство крымских татар. Пытаясь взять под свой контроль весь полуостров, 24 января 1918 года правительство КДР направило подчинённые ему войска на Севастополь, которые в ходе боёв 25 — 26 января с красными потерпели поражение. После этого, 27 января при поддержке Севастопольского отряда красногвардейцев и моряков Черноморского флота татарские формирования были выбиты из Симферополя.

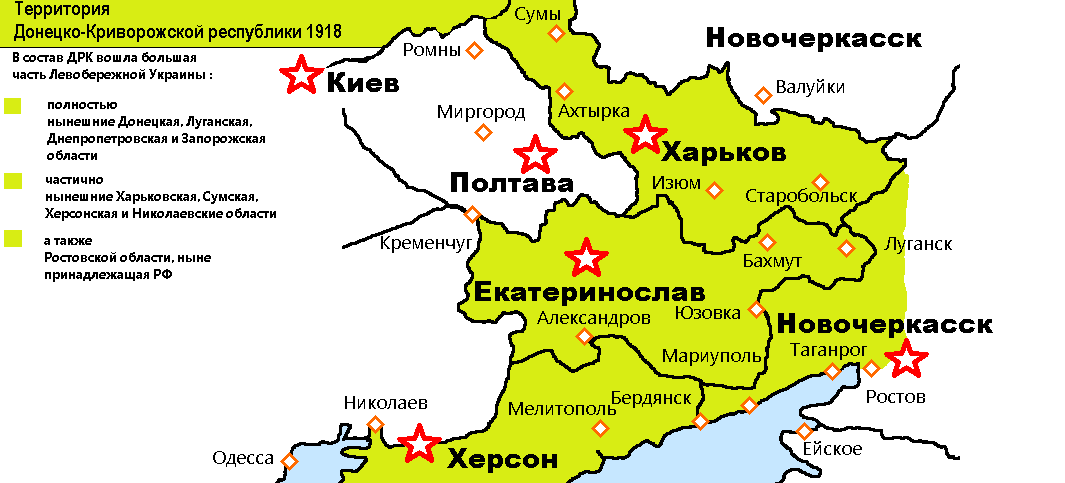
Донецко-Криворожская советская республика

В декабре 1917 года власть в северных уездах Таврической губернии перешла к большевикам. 11 февраля 1918 года в составе Советской России была образована Донецко-Криворожская советская республика в составе Харьковской и Екатеринославской губерний, а также прилегающих к ним промышленных (угольных) районов Области Войска Донского. Тогда же, в 1918 году, северные уезды Таврической губернии были переданы в Екатеринославскую губернию, став частью ДКР.
Одновременно, фактически контролируемая территория УНР к концу февраля 1918 года охватывала лишь север Правобережной Украины. Всё изменилось после подписания Бресткого мира, признавшего УНР, и последовавшего за ним немецко-австрийского наступления весной 1918 года.
Властями УНР, в преддверии немецко-австрийского наступления, согласно Закону Рады № 2 — 4 марта 1918 года была произведена территориально-административная реформа. При этом Мелитопольский и Бердянский уезды вошли в Запорожскую землю (с центром в Бердянске), а Днепровский — в Новозапорожскую землю (Херсон).

Заявленные границы и территориальное устройство УНР. Март, 1918 г.

Крымский полуостров, однако, в состав административных единиц УНР не вошёл. Чтобы закрепить статус Крыма как отдельного от оккупируемых Германией и УНР территорий севера Таврической губернии, 21 марта 1918 года в составе РСФСР была формально создана Социалистическая Советская Республика Тавриды. Однако, германские планы уже изначально включали оккупацию полуострова. 30 апреля 1918 ССР Тавриды была ликвидирована, власть перешла к оккупационным властям, а, немного позднее, к лояльному немцам Крымскому краевому правительству М. А. Сулькевича.
После вторжения Центральных держав в марте-апреле 1918 года власть УНР была восстановлена на севере Таврической губернии. Однако, уже 29 апреля на месте УНР была создана Украинская держава, в которой из северных уездов был создан Таврический округ со столицей в Бердянске. В течение мая немецкое наступление продолжилось и перешло за границы УНР. 27 августа 1918 года между Россией с одной стороны и Германией, Австро-Венгрией, Болгарией и Турцией с другой был заключён дополнительный договор, согласно которому граница Украины будет определяться III Универсалом Центральной рады:
Статья 12.
Части оккупированной области, не принадлежащие к областям, упомянутым в Третьем Украинском Универсале от 7 ноября 1917 года, будут очищены от германских боевых сил не позже как при заключении всеобщего мира, поскольку до этого времени не состоится мир между Россией и Украиной.
11 января 1919 года Временное рабоче-крестьянское правительство Украины издало приказ о временных границах Советской Украины: за ориентир брались прежние границы царских губерний: украинскими считались территории тех губерний, чьи центры располагались на землях Украины. Таким образом, временными границами Украины стали границы УНР по III Универсалу Центральной Рады, но без северной части Таврической губернии, поскольку её столица — город Симферополь — располагалась в Крыму. 12 января ВЦИК издал постановление Об административном управлении областей прифронтовой полосы Украины, где использовал схожую формулировку о том, что граница между РСФСР и Украиной проходит по губернским границам:
1. Если губернский город находится на территории Российской Социалистической Федеративной Советской Республики и имеет, следовательно, свое губернское административное: управление, то освобождаемые уезды подчиняются последнему.
10 марта 1919 года провозглашена независимая Украинская ССР, северные уезды Таврической губернии включены в её состав.
В апреле 1919 года Красная армия захватила Крым, вытеснив оттуда белогвардейцев и англо-французских интервентов, поддерживающих краевое правительство Соломона Крыма, образованное 15 ноября 1918 года после ухода прогерманского правительства Сулькевича. На территории полуострова провозглашена Крымская ССР.
После наступления Деникина в июне 1919 года Крымская ССР была ликвидирована, а полуостров стал глубоким тылом Вооруженных сил Юга России. Восстановлена Таврическая губерния. Бердянский, Мелитопольский и Днепровский уезды 25 июня включены в её состав. Постановлением Особого совещания при главнокомандующем ВСЮР, утверждённым Деникиным 25 августа 1919 года, Бердянский уезд был передан в Екатеринославскую губернию. Постановлением Особого совещания от 19 сентября 1919 года № 23 создавалась Новороссийская область, состоящая из Таврической и Херсонской губерний. При этом Криворожский горнопромышленный район Херсонской губернии передавались Екатеринославской губернии.

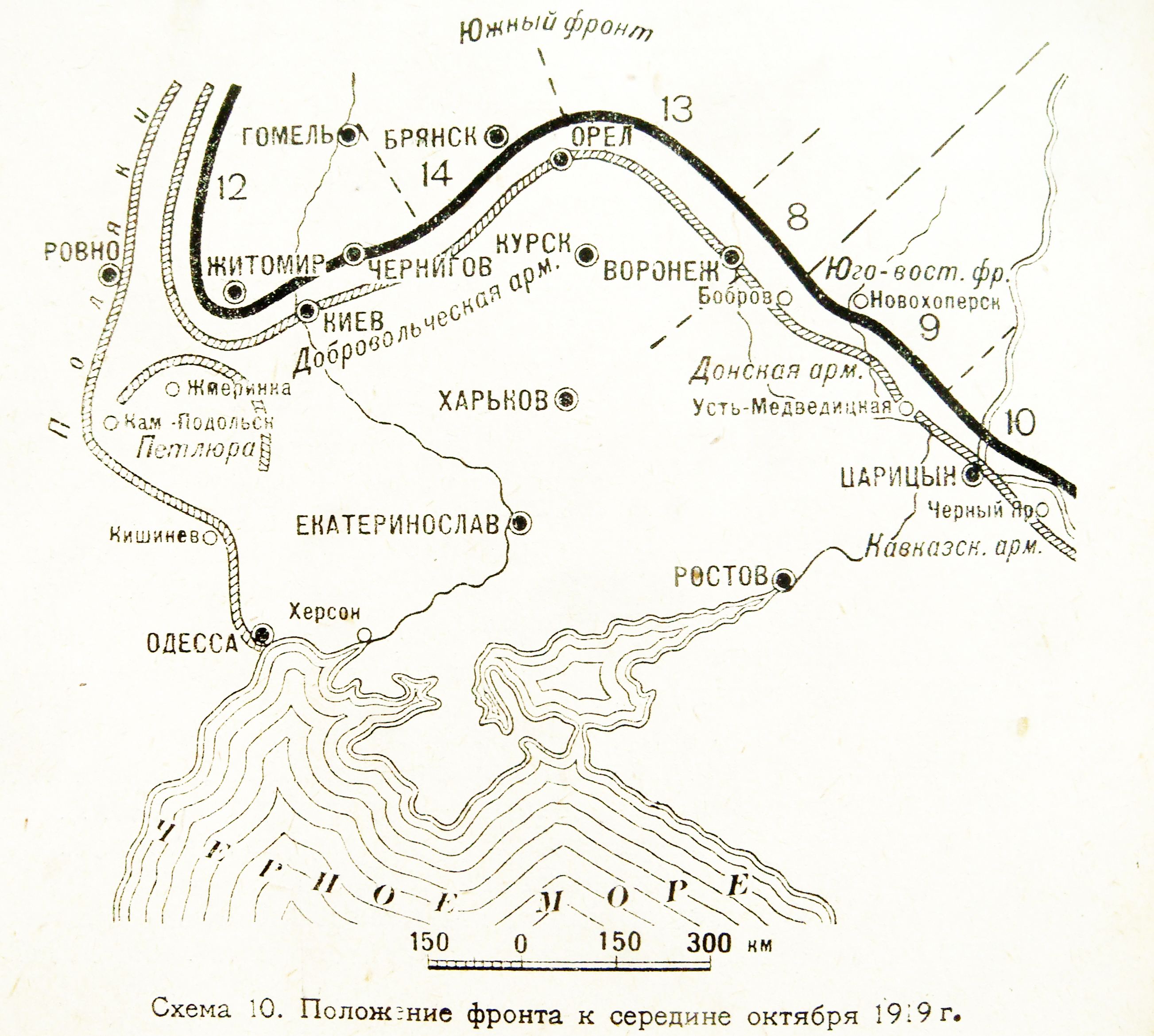
Максимальное продвижение армий ВСЮР в ходе похода на Москву

Обширное отступление ВСЮР осенью 1919 года, ставшее следствием неудачи под Москвой, повлияло на обстановку на всем Южном фронте. В марте 1920 года Крым стал последним плацдармом Белого Юга.
Постановлением Всеукраинского ревкома от 28 января 1920 года в Екатеринославскую губернию УССР были переданы занятые Красной армией Бердянский и Мелитопольский уезды (до этого формально напрямую входившие в состав УССР). Тем временем Крым перешёл под прямое управление Правительства Юга России. Таврическая губерния вновь прекратила своё существование.
4 апреля 1920 года потерпевший поражение Деникин передал пост главкома ВСЮР генералу П. Н. Врангелю. Переформировав остатки ВСЮР в 25-тысячную армию, Врангель дал ей наименование Русская Армия. В июне началась Северно-Таврийская операция Русской Армии за обладание Северной Таврией.
25 июня 1920 года Таврическая губерния была восстановлена. В неё были включены Бердянский, Мелитопольский и Днепровский уезды. 23 июля приказом П. Н. Врангеля Главноначальствующим Таврической губернии был назначен генерал-лейтенант Н. Н. Шиллинг.
7 ноября Красная армия перешла в новое наступление, начав Перекопско-Чонгарскую операцию. 17 ноября белогвардейцы окончательно оставили Крым.
16 ноября 1920 года на совместном заседании членов РВС Южного фронта и Крымского обкома РКП(б) был образован Крымский революционный комитет (Крымревком) под председательством Бела Куна. В административном отношении Крым не восстанавливался как губерния или республика, а его уезды управлялись ревкомом непосредственно.
В 1920 году образованы Керченский и Севастопольский уезды, а в 1921 — Джанкойский уезд. В том же году упразднены Евпаторийский и Перекопский уезды. На основании приказа Крымского ревкома от 8 января 1921 г. № 206 «Об изменении административных границ» Перекопский уезд преобразован в Джанкойский, волостное деление заменено на районное.
Тогда же уезды были разделены на районы:
- Джанкойский уезд — на Армянский и Джанкойский районы;
- Керченский — на Керченский и Петровский;
- Севастопольский — на Бахчисарайский и Севастопольский;
- Симферопольский — на Биюк-Онларский, Карасу-Базарский, Сарабузский и Симферопольский;
- Феодосийский — на Ичкинский, Старо-Крымский, Судакский и Феодосийский;
- Ялтинский — на Алуштинский, Ялтинский и Фотисальский.

18 октября 1921 года постановлением ВЦИК и СНК из крымских уездов бывшей Таврической губернии была образована Автономная Крымская Социалистическая Советская Республика:
Образовать Автономную Крымскую Социалистическую Советскую Республику, как часть РСФСР, в границах Крымского полуострова из существующих округов: Джанкойского, Евпаторийского, Керченского, Севастопольского, Симферопольского, Феодосийского и Ялтинского.

## Население

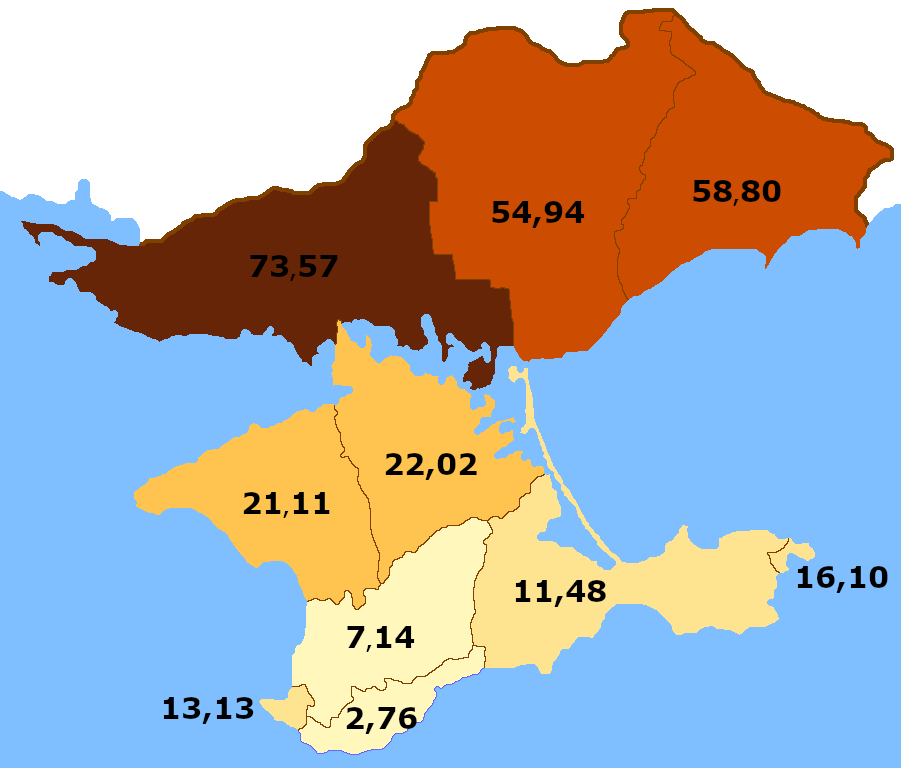
«Малорусской говор русского языка» в Таврической губернии по переписи 1897 года.

Таврической губернии, по последней переписи (1897 г.?):
|                 | Жителей об. пола | На 1 кв. версту |
| --------------- | ---------------- | --------------- |
| Бердянский      | 305 936          | 39,7            |
| Мелитопольский  | 386 086          | 33,2            |
| Днепровский     | 212 651          | 18,5            |
| Перекопский     | 46 435           | 9,1             |
| Евпаторийский   | 62 441           | 12,4            |
| Симферопольский | 201 670          | 45,6            |
| Феодосийский    | 158 119          | 25,4            |
| Ялтинский       | 70 228           | 47,9            |
| Итого           | 1 443 566        | 27,2            |

Во всей губернии 760392 мжч. и 683174 жнщ.; на 100 мжч. приходится 90 жнщ. Если мы разделим губ. на 4 района, отнеся к материковому — первые три уезда, к крымскому степному — Перекопский и Евпаторийский, к  подгорному — Симферопольский и Феодосийский и к горному — Ялтинский, то окажется, что последний район отличается наибольшей густотой населения; за ним следует материковый, а наиболее редким населением отличаются крымские степи. Густота населения в материковой части губернии возрастает с запада на восток, а в Крыму — с севера на юг. Размещение населения по оседлости можно проследить лишь по устарелым данным «Статистики поземельной собственности» (1877-78). Всех населенных мест в губернии зарегистрировано 4482, в числе которых 16 городов, 1470 селений различного рода, 2107 одиночных сельскохозяйственных поселений, 119 одиночных торгово-промышленных поселений и 770 — нехозяйственных поселений. Одно поселение приходится в среднем на 11,8 кв. вер.; в южных трех крымских уездах поселения расположены наиболее густо, а в трех материковых — наиболее редко. Если принять селения, имеющие до 25 дворов, за мелкие, от 26 до 100 дворов — за средние и остальные за крупные, то соотношение между поселениями различной величины будет таково для отдельных районов:
|                   | % мелких селений | % средних селений | % крупных селений |
| ----------------- | ---------------- | ----------------- | ----------------- |
| Материковый район | 8                | 41,7              | 50,3              |
| Крымский степной  | 77,4             | 22,2              | 0,4               |
| Подгорный         | 56,1             | 38,1              | 5,8               |
| Горный            | 10,4             | 46,2              | 43,4              |
| Всего в губернии  | 46,6             | 34,7              | 18,7              |

Распределение населения по родному языку в 1897 году:
| Уезды                             | малороссы | великороссы | татары | немцы  | евреи  | болгары | греки | армяне | поляки | белорусы | чехи  | эстонцы | турки | итальянцы |
| --------------------------------- | --------- | ----------- | ------ | ------ | ------ | ------- | ----- | ------ | ------ | -------- | ----- | ------- | ----- | --------- |
| Губерния в целом                  | 42,2 %    | 27,9 %      | 13,6 % | 5,4 %  | 3,8 %  | 2,8 %   | 1,2 % | …      | …      | …        | …     | …       | …     | …         |
| Бердянский                        | 58,8 %    | 18,1 %      | …      | 7,8 %  | 2,9 %  | 10,4 %  | …     | …      | …      | …        | …     | …       | …     | …         |
| Днепровский                       | 73,6 %    | 19,9 %      | …      | 1,3 %  | 3,0 %  | …       | …     | …      | …      | 1,4 %    | …     | …       | …     | …         |
| Евпаторийский                     | 20,1 %    | 18,6 %      | 42,7 % | 12,0 % | 2,5 %  | …       | 1,6 % | …      | …      | …        | …     | …       | …     | …         |
| Керчь-Еникальское градоначальство | 13,1 %    | 59,8 %      | 5,9 %  | …      | 10,1 % | …       | 4,6 % | 1,6 %  | 2,0 %  | …        | …     | …       | …     | 1,9 %     |
| Мелитопольский                    | 54,9 %    | 32.8 %      | …      | 5,2 %  | 4,2 %  | …       | …     | …      | …      | …        | …     | …       | …     | …         |
| Перекопский                       | 22,0 %    | 22,8 %      | 23,9 % | 22,8 % | 2,6 %  | …       | …     | 1,2 %  | …      | …        | 1,2 % | 1,6 %   | …     | …         |
| Севастопольское градоначальство   | 11,3 %    | 68,8 %      | 3,3 %  | 1,6 %  | 6,4 %  | …       | 5,0 % | …      | 4,9 %  | …        | …     | …       | …     | …         |
| Симферопольский                   | 7,1 %     | 30,2 %      | 44,4 % | 4,1 %  | 6,5 %  | 1,0 %   | 1,7 % | 2,1 %  | 1,2 %  | …        | …     | …       | …     | …         |
| Феодосийский                      | 11,5 %    | 30,2 %      | 38,3 % | 4,2 %  | 2,5 %  | 5,0 %   | 4,0 % | 2,1 %  | …      | …        | …     | …       | …     | …         |
| Ялтинский                         | 2,8 %     | 27,1 %      | 59,0 % | …      | 1,3 %  | …       | 5,4 % | …      | …      | …        | …     | …       | 1,5 % | …         |

По переписи 1897 года в Таврической губернии было 1 447 790 жителей, из них в городах 289 316. Распределение населения по уездам см «Россия». Из городов имеют свыше 20 тыс. жителей: Севастополь (54 тыс.), Симферополь (49 тыс.), Керчь (33 тыс.), Бердянск (26 тыс.) и Феодосия (24 тыс.). Население (1897) состояло из говорящих на великорусском языке, то есть по-русски — 414 310, на малороссийском (по-украински) — 610 960 , по-татарски — 196 854, по-немецки — 78 305, по-еврейски — 55 418, по-болгарски — 41 260, по-гречески — 18 048 и на друг. языках. Православных — 1069556 (русские, греки и болгары), магометан — 190800 (татары), иудеев — 60752, лютеран — 42654 (немцы), католиков — 29393 (немцы, поляки), менонитов — 25508 (немцы, чехи), староверов — 13724 (русские), караимов — 6166. В 1905 году в Таврической губернии насчитывалось 1602700 жителей.

## Экономика
Землевладение, по данным Центрального статистического комитета за 1887 год, представляется в таком виде:
|                               | Десятин               |
| ----------------------------- | --------------------- |
| Земли в частной собственности | 2 828 957, или 52,1 % |
| Земли крестьянской надельной  | 2 135 296, или 39,4 % |
| Земли казны и удела           | 311 833, или 5,7 %    |
| Земли остальных учрежден.     | 159 920, или 2,8 %    |
| Итого                         | 5 428 006, или 100 %  |

В ряду других губерний Европейской России Т. характеризуется значительным развитием частного землевладения и незначительным процентом казённых и удельных земель. Почти половина (43,9 %) всех частных земель принадлежит дворянам, землевладение которых наиболее развито в уездах Симферопольском, Днепровском, Мелитопольском и Ялтинском. Затем наибольшие размеры имеет крестьянское землевладение, которое в последнее время сильно увеличилось за счет дворянского. Если принять во внимание как частные, так и надельные земли, то окажется, что крестьянству принадлежат 91,5 % всей площади губернии. Данные земского статистического бюро характеризуют таким образом обеспеченность крестьянского населения землею:
|                           | Число домохозяев, имеющих землю | Число домохозяев, безземельных |
| ------------------------- | ------------------------------- | ------------------------------ |
| В материковом районе      | 81 121, или 96,5 %              | 2 914, или 3,5 %               |
| В степном крымском районе | 2 280, или 28,1 %               | 5 842, или 71,9 %              |
| В подгорном районе        | 11 095, или 53,5 %              | 9 670, или 46,5 %              |
| В горном районе           | 696 0, или 90,3 %               | 750, или 9,7 %,                |
| Всего по губернии         | 101 456, или 84,2 %             | 19 176, или 15,8 %             |

Среди безземельных больше всего татар. Земли казённые составляют небольшой процент общей площади; больше всего их в уездах Ялтинском (13,1 %), Днепровском (7,8) и Симферопольском (7,5). Удел владеет лишь 9297 дес., или 0,2 % площади губ. (в Мелитоп. уезде). Из земель остальных учреждений выделяются так называемые вакуфные земли, то есть земельные имущества, приписанные к магометанским школам и мечетям. По сведениям духовного магометанского правления, в 1884 году таких земель значилось при существующих мечетях 46966 дес., при упраздненных мечетях — 32417 дес., при школах — 7947 дес. Земля, числящаяся при упраздненных мечетях, могла бы послужить фондом для наделения хотя бы части безземельного татарского населения. Для покупки земли безземельному населению губернии имеется при губернской земской управе особый капитал имени имп. Александра II, в размере 150 тыс. р. Земледелие и скотоводство — исключительные занятия большинства населения; лишь в южной части губернии на первый план выступают виноградарство, садоводство и табаководство. Те времена, когда большая часть Т. губернии представляла собою целинную степь, по которой бродили стада тонкорунных овец и куда стремились поселенцы из коренной России, давно миновали. Усиленная распашка земли началась в первой половине 1880-х годов, и в настоящее время Т. губерния по относительным размерам посевной площади занимает четвёртое место между губерниями Европейской России. Этот рост посевной площади становится особенно напряженным в последнее десятилетие: с 1881 по 1888 годы посевная площадь губернии возросла только на 16,2 %, с 1888 года по 1899 год — увеличилась на 35 %. В 1888 году она равнялась 1826800 дес., а в 1899 году — 2470180 дес., то есть больше на 6 43380 дес. По отдельным уездам рост распашки ещё значительнее. Бердянский и Мелитопольский уезды, где, по наблюдениям земских статистиков, уже в 1888 г. поступило под плуг почти все, что только возможно было распахать, дали незначительное увеличение — 10, 1 и 17,8 %. Главное увеличение падает на уезды Днепровский (+57,3 %), Перекопский (+52,3 %), Евпаторийский (+132,9 %), Феодосийский (+71,3 %) и Симферопольский (47,3 %), где лет десять назад ещё пустовали значительные площади земли. Главные хлеба — озимая и яровая пшеница, рожь, ячмень и овес. Участие отдельных районов в производстве того или другого хлеба видно из следующей таблички:
| Районы           | Озимая пшеница | Яровая пшеница | Рожь | Ячмень | Овес |
| ---------------- | -------------- | -------------- | ---- | ------ | ---- |
| Материковый      | 46,9 %         | 96,7           | 93,3 | 73,9   | 34,4 |
| Степной крымский | 28,6 %         | 2,8            | 5,5  | 17,0   | 24,9 |
| Подгорный        | 22,2 %         | 0,5            | 1,2  | 7,4    | 38,3 |
| Горный           | 2,3 %          | 0,0            | 0,0  | 2,4    | 1,7  |

По расчету земского статистического бюро общая хлебная производительность губернии к концу восьмидесятых годов (1888) доходила до 12 миллионов четвертей, из которых на продажу могло идти более 7 миллионов четвертей. О скотоводстве мы имеем сведения лишь для крестьянского хозяйства; они представлены в следующей табличке:
| Районы           | Лошадей | Лошадей   | Крупного рогатого | Телят  | Овец    | Свиней | В переводе на крупный | В переводе на крупный |
| Районы           | Рабочих | Нерабочих | Крупного рогатого | Телят  | Овец    | Свиней | Всего                 | На двор               |
| ---------------- | ------- | --------- | ----------------- | ------ | ------- | ------ | --------------------- | --------------------- |
| Материковый      | 197555  | 34877     | 295969            | 83909  | 834441  | 148948 | 635130                | 7,6                   |
| Степной крымский | 21494   | 4113      | 43740             | 8120   | 205370  | 6768   | 91372                 | 11,2                  |
| Подгорный        | 28600   | 6749      | 89985             | 17090  | 304222  | 11511  | 158616                | 7,6                   |
| Горный           | 3398    | 147       | 14942             | 3159   | 33338   | —      | 22137                 | 2,8                   |
| Всего            | 251047  | 45886     | 444636            | 112278 | 1377371 | 167227 | 907256                | 7,5                   |

 Овцы, разводимые в Таврической губернии, принадлежали к породам маличей, мериносов, волошских, чунтуков и цигаев. Происхождение коренной крымской породы «малич» совершенно неизвестно; вне всякого сомнения только то, что она издавна водится на полуострове. Сходство с волошской породой дало повод к предположению, что малич есть отрод волошской овцы. Мериносы появились в Таврической губернии в начале XIX века. С 1804 года началась раздача казённых пустопорожних мест под чистокровные овчарные заводы частных лиц. Цигаи появились почти одновременно с мериносами, первоначально у крупных овцеводов, которые приобретали их для скрещивания с мериносовыми баранами. По официальным сведениям, движение тонкорунного овцеводства представляется в таком виде:
| 1823 | 112000 овец  | 1856 | 1 199000 овец |
| 1837 | 685000 овец  | 1861 | 1754000 овец  |
| 1848 | 965000 овец  | 1866 | 2360000 овец  |
| 1851 | 1027000 овец | 1880 | 138000 овец   |

К середине шестидесятых годов XIX века овцеводство достигло своего максимума и затем, стало быстро вытесняться плугом. Под влиянием быстро возраставших арендных и продажных цен на землю, овцеводы стали сокращать стада и переводить их на Северный Кавказ, на Маныч, в Румынию и т. д. Что касается до грубошерстного овцеводства, находящегося по преимуществу в руках крестьян, то оно не только не упало, а даже возросло: в 1861 году численность грубошерстных овец простиралась до 833 тыс., а в конце восьмидесятых годов у одних крестьян их было 1 377 371 голов.

### Виноградарство
Ещё недавно составляло исключительно культуру южного берега; теперь оно быстро распространяется по всем уездам губернии. По последнему исчислению губернского земства, под виноградниками было около 10 тыс. дес., причем они распределялись по уездам таким образом:
| Уезды           | Площадь под виноградниками | Урожай, в пудах | С 1 дес., пудов |
| --------------- | -------------------------- | --------------- | --------------- |
| Бердянский      | 2491,5                     | 413641          | 166             |
| Мелитопольский  | 654                        | 100400          | 154             |
| Днепровский     | 406                        | 54000           | 131             |
| Перекопский     | 148,5                      | 14816           | 100             |
| Евпаторийский   | 30                         | 900             | 30              |
| Симферопольский | 1503                       | 271285          | 181             |
| Феодосийский    | 2610                       | 350000          | 134             |
| Ялтинский       | 2050                       | 350000          | 171             |
| Всего           | 9893                       | 1550042         | 157             |

За самое последнее время в Днепровском у. обращено под виноградники около 3000 дес., так что вся виноградная площадь губернии — не менее 12000 дес.  Табаководство. Следующая табличка дает понятие о распространении табаководства в губернии:
|                   | Число плант. | Колич. десят. под табак |
| ----------------- | ------------ | ----------------------- |
| Материковый район | 348          | 13,3                    |
| Степной крымский  | 19           | 2,7                     |
| Подгорный         | 2101         | 631,7                   |
| Горный            | 5212         | 2405,2                  |
| Всего             | 7680         | 3052,9                  |

Культура табака высших сортов практикуется лишь в уездах Симферопольском, Феодосийском и Ялтинском (последние два района), а в остальных разводится почти только махорка, и притом лишь для местных нужд. Табаководство год от году сокращается. Садоводство развито главным образом в горном и подгорном районах губернии; в материковом и степном крымском оно не имеет никакого значения. В Симферопольском, Феодосийском и Ялтинском уездах площадь под садами составляет 5727 дес., из которых 760 находятся на южном склоне гор, 1380 дес. в долинах Бол. и Мал. Карасу и Старо-Крымском районе (на В. от Симферополя) и 3486 дес. по Салгиру и др. речным долинам к Ю. З. и З. от Симферополя. Вывоз фруктов из Крыма («Зап. Симф. отд. Рос. общ. садов.», 1900 г., вып. XIX):
|                    | Всего вывезено пудов | Средн. числом в год |
| ------------------ | -------------------- | ------------------- |
| с 1875 по 1885 гг. | 3 828 658 пуд.       | 381 865,8 пуд.      |
| с 1885 по 1895 гг. | 4 655 489 пуд.       | 465 548,9 пуд.      |
| с 1895 по 1899 гг. | 4 363 894 пуд.       | 872 778,6 пуд.      |

### Добыча соли
Площадь соляных источников, как казённых, так и владельческих, простирается до 60 тыс. дес., из коих с лишком 32 тыс. дес. находятся под разрабатываемыми источниками. В среднем выводе за 19 лет (с 1869 по 1887) сбор соли с Крымских озёр равнялся 12688 тыс. пуд. Наибольшее количество добываемой ежегодно соли приходится на Евпаторийский уезд (36,2 %); далее следует Перекопский (25,8 %), затем Феодосийский (23,3 %); последнее место занимает Днепровский (14,7 %). В Мелитопольском уезде добыча соли самая незначительная, бердянские же промыслы не разрабатываются вовсе.

### Промышленность
Промышленность была слабо развита. Фабрик и заводов в 1898 году было 741, с 6927 рабочими и производством на 6610 тыс. руб. Более значительные производства: мукомольное (паров. мельницы) — на 1609 тыс. руб. (во всей губернии, исключая уу. Феодосийского и Ялтинского), табачное — на 1166 тыс. руб., чугунолитейное — на 895 тыс. руб. (Бердянский у.), мыловаренное и свечно-сальное — на 450 тыс. руб., винокуренное — на 438 тыс. руб., кирпичное — на 363 тыс. руб. Кустарные промыслы существуют только в уу. Ялтинском и Феодосийском (выделка колес, арб и др.).

### Торговля
В 1898 году выдано 22965 свидетельств на право торговли. Внутренняя торговля сосредоточивается на ярмарках, которых свыше 100; более значительные — в мст. Каховке (Днепровского у.). Внешняя торговля — отпускная — значительна и производится через Бердянск, Геническ, Керчь, Феодосию, Севастополь, Евпаторию и Джарылгач. Главный предмет отпуска — хлеб. В 1899 году движение судов в означенных портах было:
| Порты       | Пришло      | Пришло                       | Отошло      | Отошло                       |
| Порты       | Число судов | Выгружено товаров, тыс. пуд. | Число судов | Отправлено грузов, тыс. пуд. |
| ----------- | ----------- | ---------------------------- | ----------- | ---------------------------- |
| Бердянск    | 90          | 88                           | 90          | 8 234                        |
| Геническ    | 46          | —                            | 46          | 5 295                        |
| Керчь       | 79          | 118                          | 76          | 1 663                        |
| Феодосия    | 113         | 3 138                        | 116         | 10 087                       |
| Севастополь | 75          | 832                          | 76          | 1 025                        |
| Евпатория   | 133         | 262                          | 141         | 9 941                        |
| Джарылгач   | 5           | —                            | 5           | 509                          |

Суда преимущественно английские; русских менее 10 %. Большая часть судов приходит за хлебом с небольшим количеством груза или совершенно без груза.
 Каботаж (1898 г.):
| Порты          | Пришло      | Пришло            | Отошло      | Отошло             |
| Порты          | Число судов | Вместимость, тонн | Число судов | Вместимость, тонн. |
| -------------- | ----------- | ----------------- | ----------- | ------------------ |
| Бердянск       | 1 082       | 284 790           | 1 081       | 284 749            |
| Керчь          | 2 782       | 1 208 061         | 2 836       | 1 210 693          |
| Феодосия       | 1 223       | 999 457           | 1 229       | 1 000 034          |
| Ялта           | 1 356       | 971 685           | 1 356       | 971 574            |
| Севастополь    | 1 273       | 1 143 740         | 1 272       | 1 136 480          |
| Евпатория      | 913         | 591 742           | 915         | 591 820            |
| Прочие порты*) | 1 731       | 736 006           | 1 727       | 727 042            |

*) На Азовском море — Геническ; на Чёрном море — Судак, Алушта, Балаклава, Ак-Мечеть, Перекоп и Джарылгач.
Хлеб составляет один из главнейших предметов подвоза каботажем.
Пути сообщения. Кроме морей — Азовского, открытого большую часть года, и Чёрного, на котором навигация зимою не прекращается, — Таврической губ. касается р. Днепр, на котором в пределах губ. 10 пристаней; из них более значительные — Голая, г. Алешки, Каховка, Лепетиха и Каменка. Со всех пристаней (1 898 г.) отправлено 3089 судов с грузом 15582 тыс. пд., на сумму 12 млн руб.; разгружено 2422 судна в 2820 тыс. пд., на сумму 3500 тыс. руб. Главнейшие грузы — хлеб для Одесского порта и соль.
Желелезных дорог в пределах губернии было 607 вёрст. Лозово-Севастопольская железная дорога, с ветвями на Геническ и Феодосию, прорезает губернию с Севера на Юг; кроме того Бердянск соединен жел. дор. со ст. Чаплиной (Екатерининск. жел. дор.). Со станций жел. дор. в пределах Таврической губернии в 1898 г. отправлено грузов 42 млн пд., прибыло 51 млн пд. Важнейшие станции: по отправке — Джанкой (15 млн пд., большею частью транзит), по разгрузке — Феодосия (17 млн пд.), Геническ (3 млн пд.), Мелитополь (3 млн пд.), Симферополь (4 млн пд.) и Севастополь (5 млн пд.). Сведений о грузовом движении в Бердянске нет (жел. дор. открыта в 1900 г.). Хлеб и соль — главнейшие грузы по жел. дорогам.
 Народное образование. Всех учебных заведений в Таврической губернии, Севастопольском и Керчь-Еникальском градоначальствах, включая и татарские школы (мектебе и медресе), 984 (городских 191, сельских 793). 4 мужских и 7 женских гимназий, 2 мужских и 4 женских прогимназии, 4 реальных училища, 2 учительских школы, духовная семинария, мужское и женское духовные училища, 1 уездное училище, 10 городских училищ по положению 1872 года. На 740931 душу обоего пола, проживающих в селениях губернии, земская подворная перепись насчитала 90555 грамотных и 30882 учащихся, всего 121337 душ, что составит 16,3 %. Процент грамотных и учащихся распределяется по отдельным районам губернии таким образом:
| Районы           | На 100 дворов                   | На 100 дворов      | На 100 душ           | На 100 душ | На 100 мужч. грамотн. и учащихся | На 100 учащихся обоего пола приходится девочек | На 100 мальчиков от 7 до 13 лет приходится учащ. |
| Районы           | Дворов с грамотными и учащимися | Дворов с учащимися | Грамотных и учащихся | Учащихся   | На 100 мужч. грамотн. и учащихся | На 100 учащихся обоего пола приходится девочек | На 100 мальчиков от 7 до 13 лет приходится учащ. |
| ---------------- | ------------------------------- | ------------------ | -------------------- | ---------- | -------------------------------- | ---------------------------------------------- | ------------------------------------------------ |
| Материковый      | 42,2                            | 15,2               | 14,1                 | 3,1        | 21,4                             | 20,3                                           | 29,0                                             |
| Степной крымский | 43,7                            | 19,6               | 23,5                 | 5,9        | 25,8                             | 37,0                                           | 39,7                                             |
| Подгорный        | 45,0                            | 21,2               | 22,6                 | 7,0        | 24,6                             | 39,3                                           | 45,4                                             |
| Горный           | 43,5                            | 21,4               | 21,2                 | 7,6        | 21,8                             | 43,8                                           | 47,8                                             |
| Всего            | 43,3                            | 16,9               | 16,3                 | 4,1        | 22,6                             | 29,                                            | 0 33,3                                           |

Между различными группами населения грамотность распределяется так: у колонистов грамотные и учащиеся составляли 42,5 %, у госуд. крестьян — 10,7 %, у бывших помещичьих от 6,4 до 10,5 %, у татар от 16,7 до 26,8 %. Врачебная помощь. Больниц в Т. губ. 75, на 1431 кров., врачей 251, фельдшеров 252, повивальных бабок 74; аптек 67. Южный берег Крыма представляет собою одну из важнейших местностей леченья климатического, морскими купаньями, горным воздухом и виноградом. Прекрасное морское купанье в Евпатории; известные грязелечебницы в Саках. Окладных сборов в 1897 году поступило 1307746 р., выкупных платежей — 1108191 р., акцизных доходов 7731308 руб. Земские доходы: губернского зем. (1897) — 647240 руб., уездных (1898) — 2464521 р.; главная статья земских доходов — обложение земель (1558 тыс. руб.). Расходы земств: губернского (1897) — 640992 руб., уездных (1898) — 2085809 руб. Земство расходует: на управление — 172 тыс. руб. (губерн. 34 тыс., уездн. 138 тыс.), народное образование — 425 тыс. руб. (губ. 16 тыс., уездн. 409 тыс.), на медицинскую часть — 714 тыс. руб. (губ. 174 тыс., уездн. 540 тыс.). Бюджет городов (1897): приход — 1683123 руб., расход — 1499641 руб.; города расходуют на управление 14 %, на образование 10 %, на врачебн. помощь 5 %.

## Символика
Герб Таврической губернии: «В золотом поле черный Византийский, увенчанный двумя золотыми коронами, орел, с золотыми клювами и когтями и червленными языками; на груди в лазуревом, с золотыми краями, щите золотой осьмиконечный крест. Щит увенчан Императорскою короною и окружен золотыми дубовыми листьями, соединенными Андреевскою лентою».

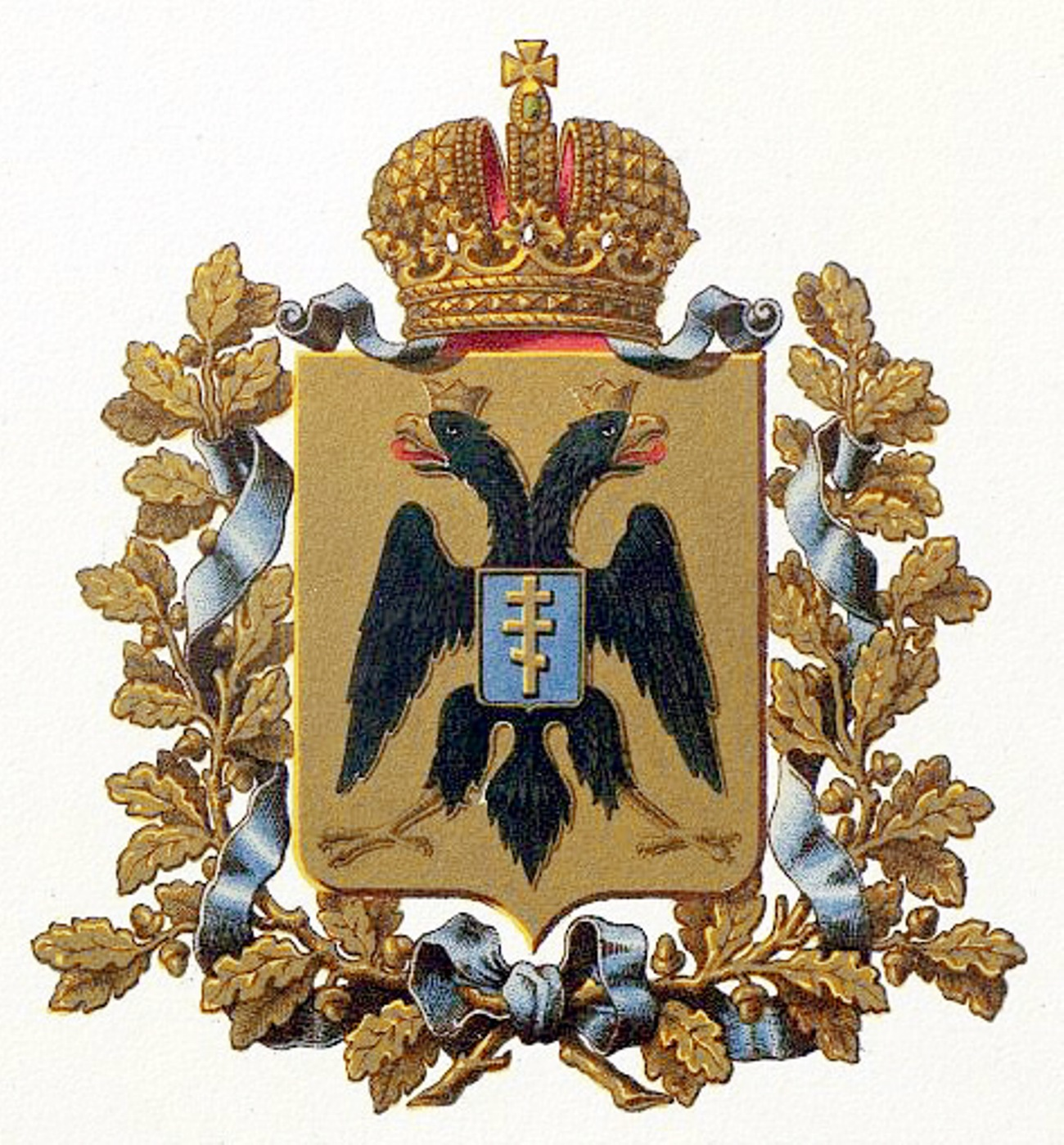
Официальный герб губернии (изд. МВД, 1880)
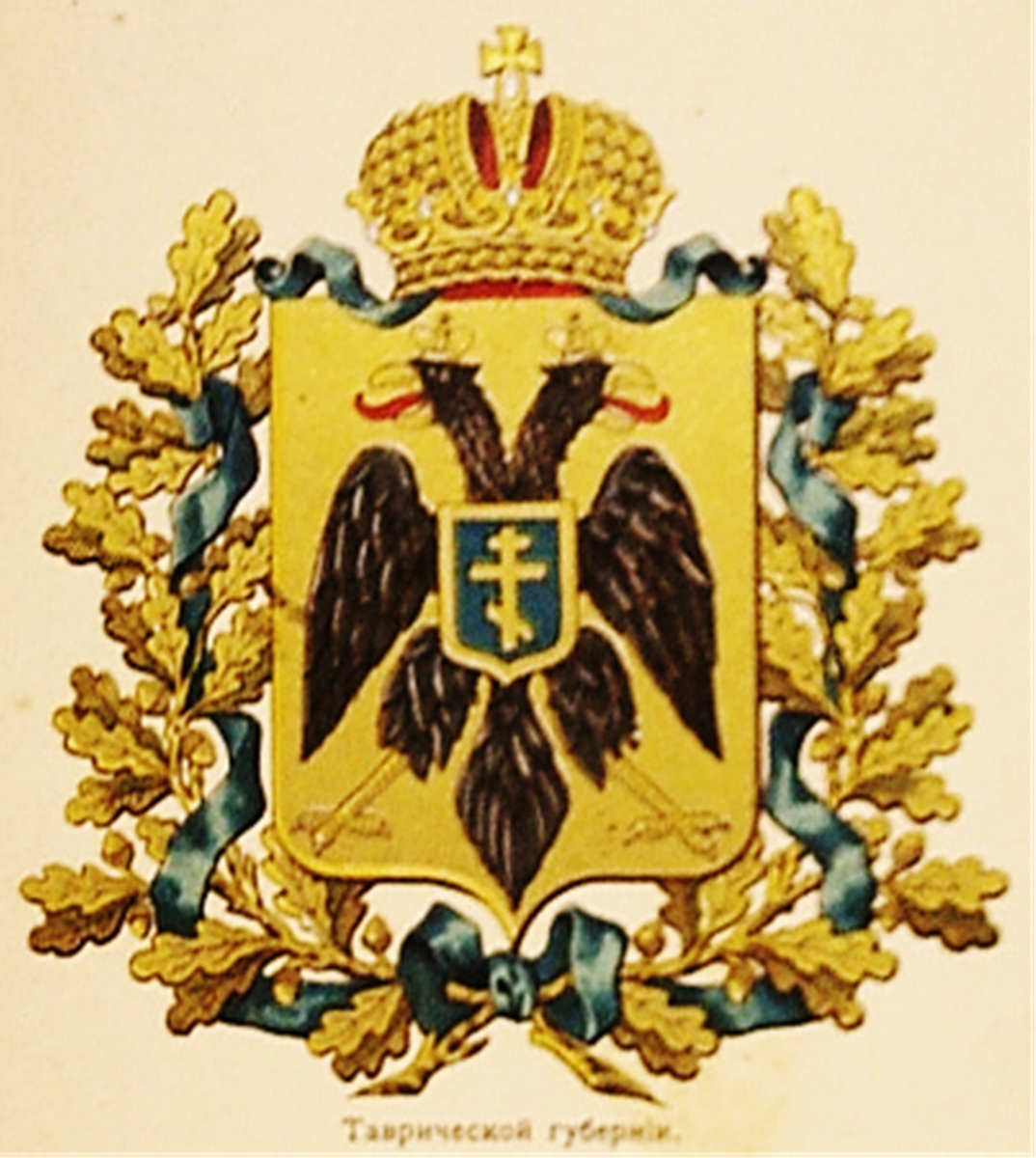
Неофициальный герб губернии (изд. Сукачова, 1878)
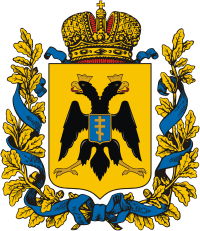
Современный рисунок герба (2000-е годы)
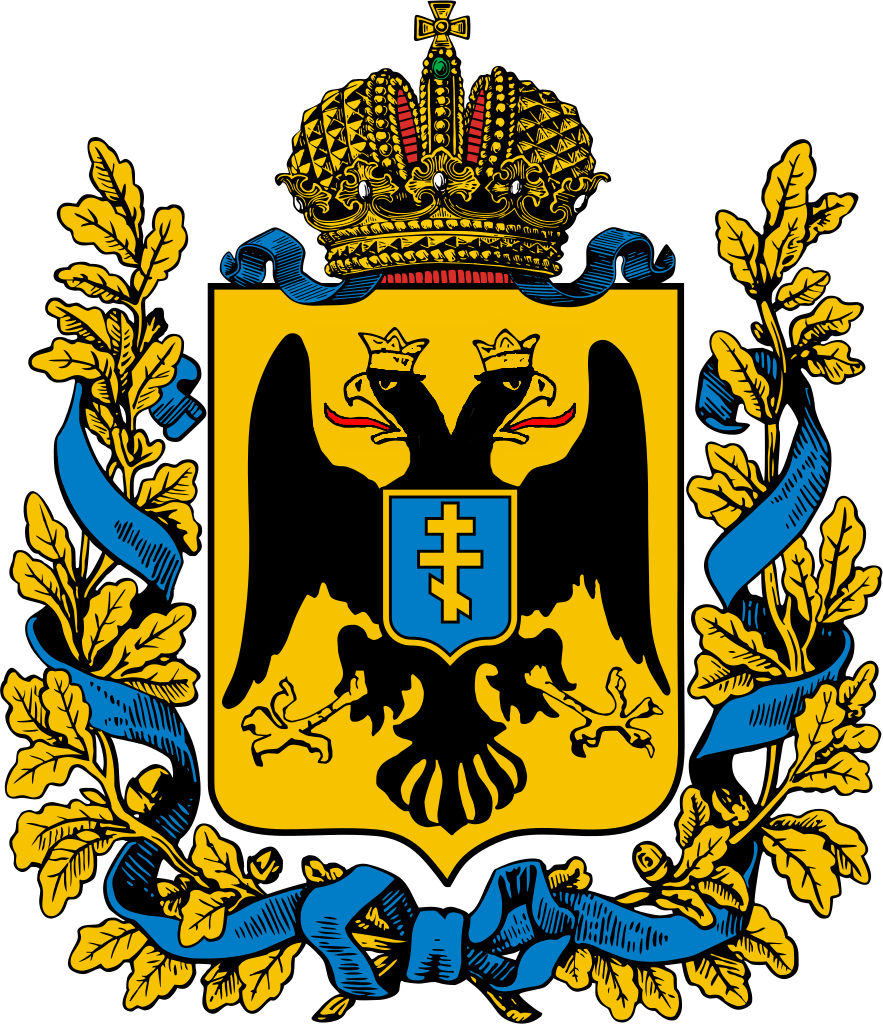
Современный рисунок герба

Герб основан на гербе Таврической области Херсонской губернии Российской империи от 1784 г.: «В золотом поле двухглавый орел, на груди онаго в голубом поле золотой осьмиконечный крест, означающий, что крещение во всей России через Херсонес произошло; крест же поставлен в государственном гербе для того, что и оный прислан от Греческих Императоров в Россию тогда, когда воспринято Великими Князьями крещение». Появление креста в символике герба объясняется сведениями, приведенными в «Повести временных лет» — древнерусской летописи, составленной во втором десятилетии XII века. Описание истории крещения Руси в летописи сводится к следующему: в 988 году великий киевский князь Владимир со своей дружиной напал на Корсунь (Херсонес), находившийся под властью Константинополя. Осажденный город вынужден был сдаться. Затем Владимир потребовал в жены сестру константинопольских императоров Василия и Константина Анну, угрожая в случае отказа захватить и Константинополь. Императоры согласились при условии, что Владимир примет крещение. Договор был заключен. Анна, в сопровождении греческих священников, прибыла в Корсунь, где Владимир принял крещение, и они обвенчались. Великий князь, захватив с собой священные реликвии из Корсуни, вместе со священниками вернулся в Киев. Затем последовало крещение киевлян, а вскоре и всей Руси.